# Silbersee (Leverkusen)

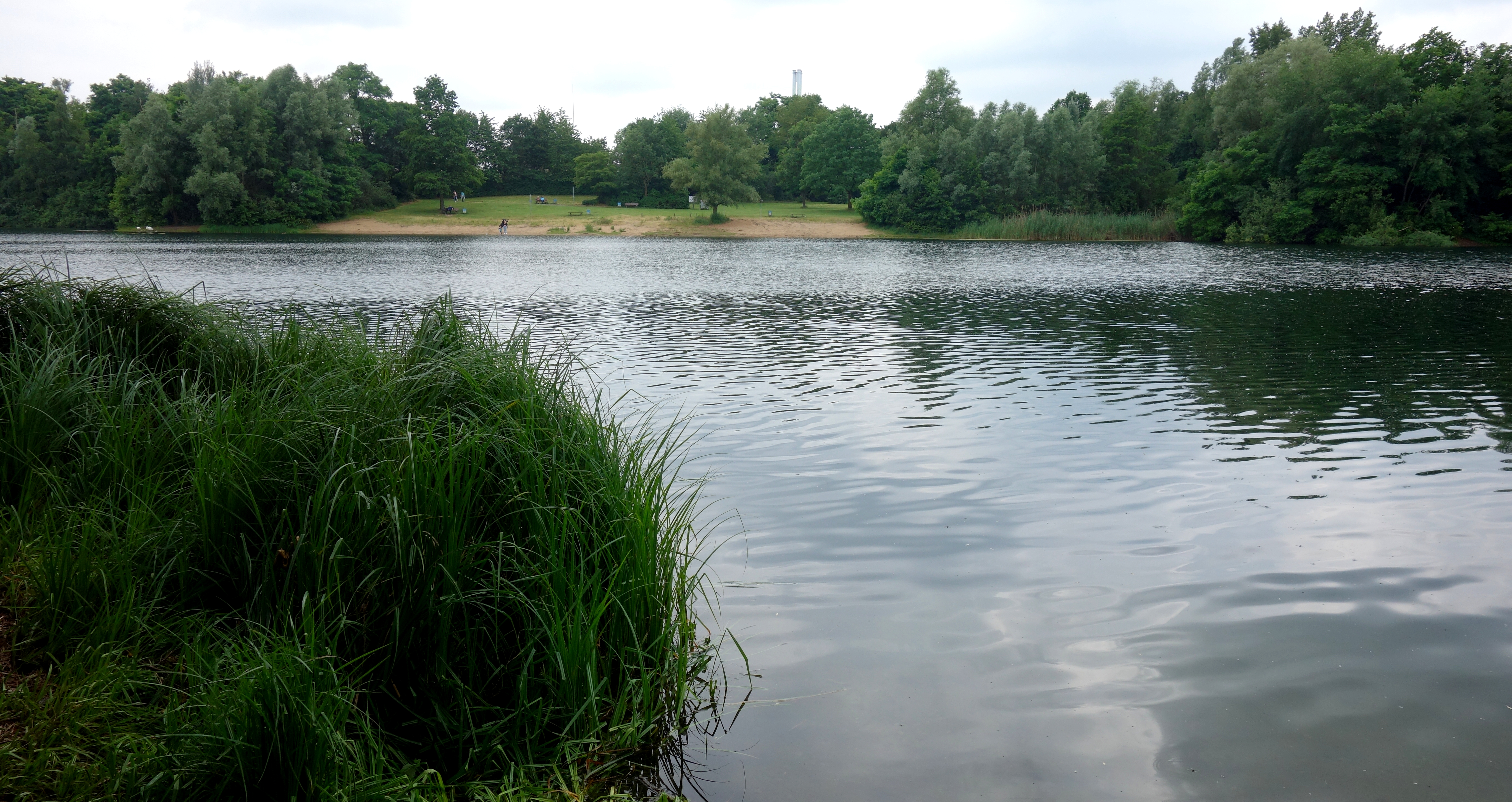
Großer Silbersee mit Sandstrand

Der Silbersee ist ein Angel- und Badegewässer im Stadtteil Küppersteg der Stadt Leverkusen in Nordrhein-Westfalen und liegt in unmittelbarer Nähe zum Autobahnkreuz Leverkusen. Er besteht aus dem Kleinen Silbersee und dem Großen Silbersee und entstand bei der Auskiesung einer Kiesschicht, welche der Rhein nach mehrmaligem Flussbettwechsel hinterlassen hat.

## Beschreibung

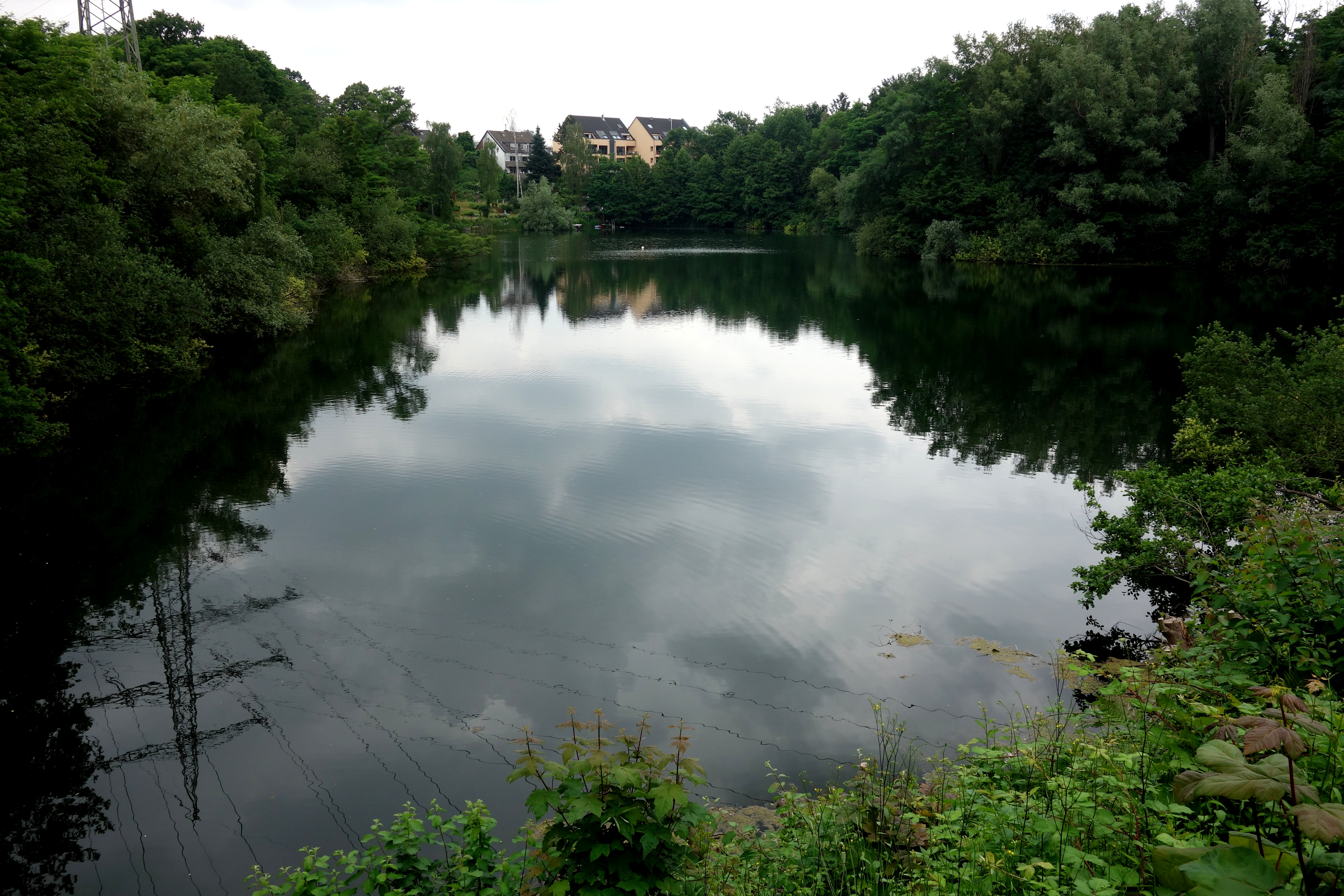
Kleiner Silbersee

Der Große Silbersee hat eine Fläche von ca. 6 Hektar und liegt in einem kleinen Waldstück neben dem Kleinen Silbersee. Er verfügt über eine Reihe von Buchten, Halbinseln und krautigen Flachwasserbereichen sowie einen Sandstrand am Südufer. Er ist im Süden und Westen für die Erholungsnutzung erschlossen und besitzt einen umlaufenden Fußweg mit Ruhebänken, während der Kleine Silbersee von dichtem Gehölzbestand umgeben und somit nicht zugänglich ist.

## Landschaftsschutz

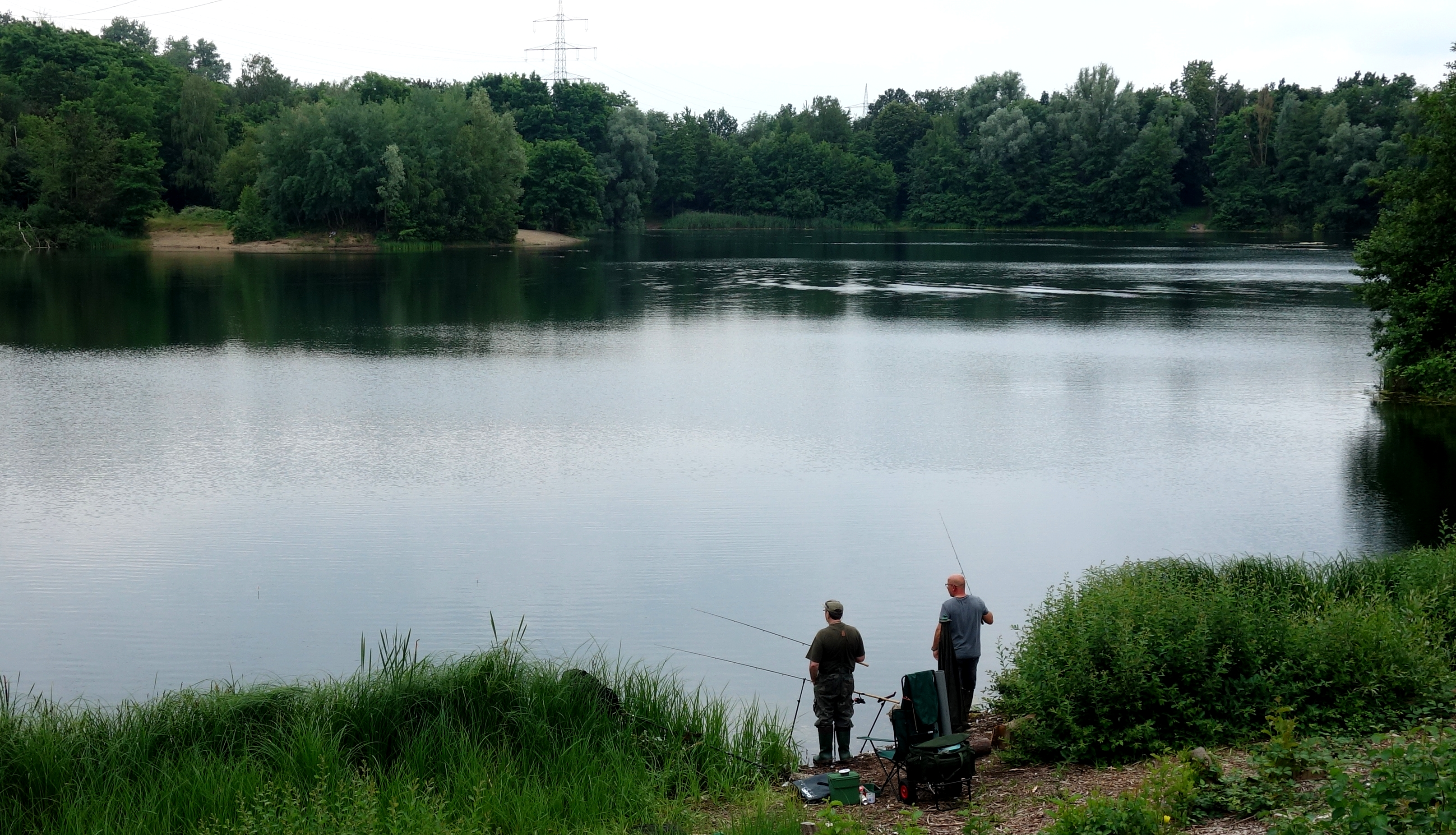
Angelplatz am Großen Silbersee

Zusammen mit dem südöstlich gelegenen Bergsee ist der Silbersee als Landschaftsschutzgebiet gemäß § 26 Nr. 1, Nr. 2 und Nr. 3 Bundesnaturschutzgesetz (BNatSchG) ausgewiesen. Die Schutzwürdigkeit bezieht sich demnach insbesondere auf die Erhaltung und Entwicklung von
- Gewässern als attraktive, siedlungsnahe Erholungsräume,

- Lebensräumen mit besonderer Bedeutung für den Biotop- und Artenschutz,

- Lebens- und Nahrungsräumen wildlebender Pflanzen und Tiere, welche teilweise in ihrem Bestand bedroht sind, und deren Lebensgemeinschaften,

- Grüninseln mit Gewässern im besiedelten Raum zur Verbesserung des Stadtklimas,

- mageren Abgrabungsstandorten als Trittsteinbiotope für Amphibien und Reptilien im dicht besiedelten Raum.[2]

## Nutzung

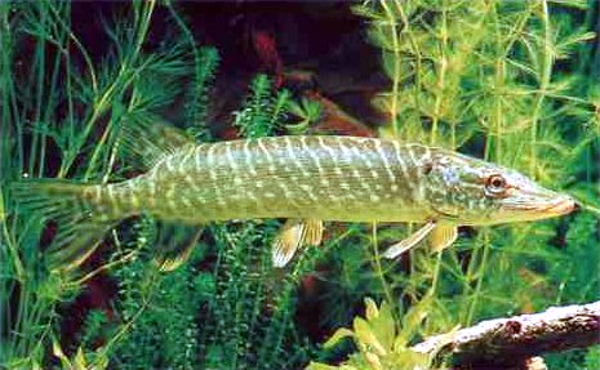
Hecht

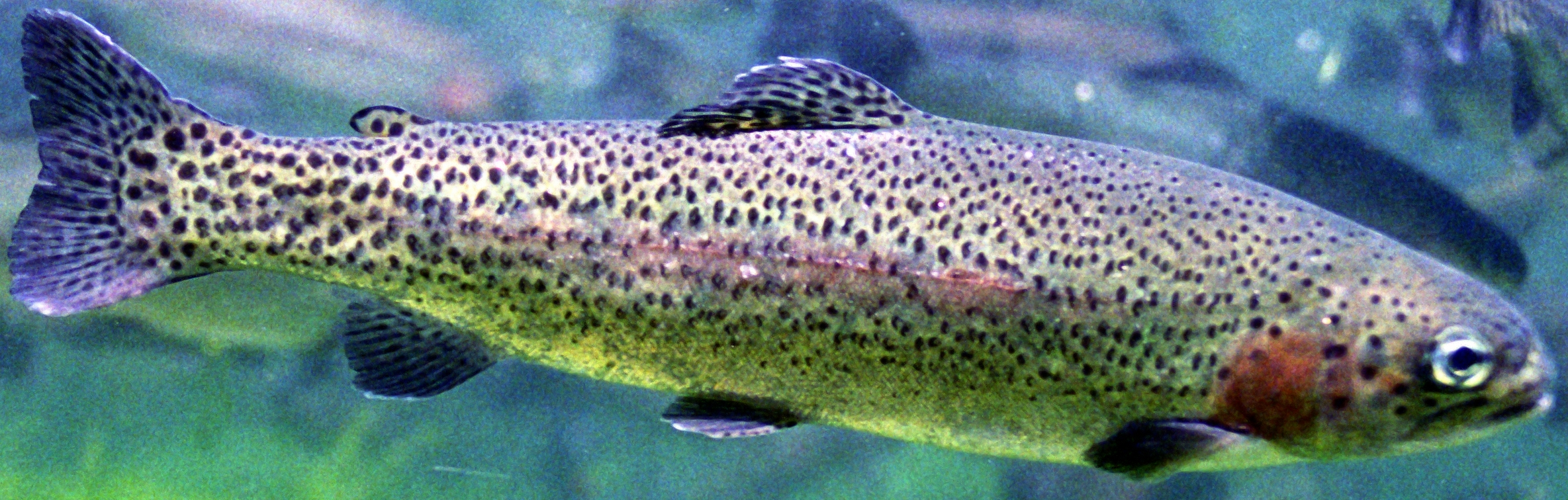
Regenbogenforelle

Gemeinschaftlich bewirtschaftet wird der Große Silbersee von den drei Angelvereinen Sportangelverein Bayer Leverkusen, Angelsportverein Leverkusen 1922 und Angelsportverein Opladen 1948, deren Vereinsmitglieder das alleinige Recht zum Angeln im Silbersee besitzen.
Der Fischbestand setzt sich zusammen aus Aal, Barsch, Hecht, Karpfen, Regenbogenforelle, Rotauge, Schleie und Zander, die nur von Mitte Dezember bis Oktober gefischt werden dürfen, damit der Bestand geschont wird. Darüber hinaus ist das Nachtangeln nur von Juni bis September und auch nur am Wochenende gestattet.
Insbesondere wegen seines Sandstrandes am südlichen Ufer wird der See auch zum Baden genutzt.